# Uganda nos Jogos Olímpicos de Verão de 1996
Uganda participou dos Jogos Olímpicos de Verão de 1996 em Atlanta, Estados Unidos. A delegação foi composta por dez desportistas.

## Medalhas
| Atleta       | Esporte   | Evento          | Medalha |
| ------------ | --------- | --------------- | ------- |
| Davis Kamoga | Atletismo | 400 m masculino | Bronze  |

## Desempenho

### Atletismo
Masculino
| Atleta        | Evento | Eliminatórias | Eliminatórias | Quartas-de-final | Quartas-de-final | Semifinais  | Semifinais  | Final       | Final             |
| Atleta        | Evento | Res.          | Pos.          | Res.             | Pos.             | Res.        | Pos.        | Res.        | Pos.              |
| ------------- | ------ | ------------- | ------------- | ---------------- | ---------------- | ----------- | ----------- | ----------- | ----------------- |
| Davis Kamoga  | 400 m  | 45.56         | 3º/bat. 8     | 44.82            | 3º/bat. 3        | 44.85       | 3º/bat. 2   | 44.53       | Medalha de bronze |
| Francis Ogola | 400 m  | DNF           | DNF           | Não avançou      | Não avançou      | Não avançou | Não avançou | Não avançou | Não avançou       |
| Julius Achon  | 1500 m | 3:43.08       | 6º/bat. 2     |                  |                  | Não avançou | Não avançou | Não avançou | Não avançou       |

Feminino
| Atleta        | Evento | Eliminatórias | Eliminatórias | Quartas-de-final | Quartas-de-final | Semifinais  | Semifinais  | Final       | Final       |
| Atleta        | Evento | Res.          | Pos.          | Res.             | Pos.             | Res.        | Pos.        | Res.        | Pos.        |
| ------------- | ------ | ------------- | ------------- | ---------------- | ---------------- | ----------- | ----------- | ----------- | ----------- |
| Grace Birungi | 400 m  | 53.12         | 6º/bat. 1     | Não avançou      | Não avançou      | Não avançou | Não avançou | Não avançou | Não avançou |

### Boxe
| Atleta         | Peso   | Fase de 32             | Oitavas-de-final       | Quartas-de-final       | Semifinais             | Final                  | Final |
| Atleta         | Peso   | Adversário e resultado | Adversário e resultado | Adversário e resultado | Adversário e resultado | Adversário e resultado | Pos.  |
| -------------- | ------ | ---------------------- | ---------------------- | ---------------------- | ---------------------- | ---------------------- | ----- |
| Franco Agentho | Leve   | ARG F. Nieva D 8–12    | Não avançou            | Não avançou            | Não avançou            | Não avançou            | =17º  |
| Charles Kizza  | Pesado |                        | CHN Jiang T. D 7–10    | Não avançou            | Não avançou            | Não avançou            | =9º   |

### Halterofilismo
Masculino
| Atleta     | Categoria  | Arranque | Arranque | Arremesso | Arremesso | Total | Total |
| Atleta     | Categoria  | Kg       | Pos.     | Kg        | Pos.      | Kg    | Pos.  |
| ---------- | ---------- | -------- | -------- | --------- | --------- | ----- | ----- |
| Ali Kavuma | Até 108 kg | 110,0    | 21º      | 150,0     | 19º       | 260,0 | 19º   |

### Tênis de mesa
Masculino
| Atleta         | Prova      | Primeira fase                                               | Primeira fase | Oitavas-de-final       | Quartas-de-final       | Semifinais             | Final                  | Final |
| Atleta         | Prova      | Adversários e resultados                                    | Pos.          | Adversário e resultado | Adversário e resultado | Adversário e resultado | Adversário e resultado | Pos.  |
| -------------- | ---------- | ----------------------------------------------------------- | ------------- | ---------------------- | ---------------------- | ---------------------- | ---------------------- | ----- |
| Paul Mutambuze | Individual | CHN Wang T. D 0–2 GRE D. Tsiokas D 0–2 NED D. Heister D 0–2 | 4º (gr. B)    | Não avançou            | Não avançou            | Não avançou            | Não avançou            | =49º  |

Feminino
| Atleta                    | Prova      | Primeira fase                                                                             | Primeira fase | Oitavas-de-final       | Quartas-de-final       | Semifinais             | Final                  | Final |
| Atleta                    | Prova      | Adversários e resultados                                                                  | Pos.          | Adversário e resultado | Adversário e resultado | Adversário e resultado | Adversário e resultado | Pos.  |
| ------------------------- | ---------- | ----------------------------------------------------------------------------------------- | ------------- | ---------------------- | ---------------------- | ---------------------- | ---------------------- | ----- |
| June Kyakobye             | Individual | CHN Deng Y. D 0–2 SWE M. Svensson D 0–2 GBR L. Lomas D 0–2                                | 4º (gr. A)    | Não avançou            | Não avançou            | Não avançou            | Não avançou            | =49º  |
| Mary Musoke               | Individual | CHN Qiao H. D 0–2 JPN R. Sato D 0–2 FRA X-Y. Wang-Dréchou D 0–2                           | 4º (gr. B)    | Não avançou            | Não avançou            | Não avançou            | Não avançou            | =49º  |
| Mary Musoke June Kyakobye | Duplas     | KOR Park H-j. – Yu J-h. D 0–2 TPE Bai H-y. – Xu J. D 0–2 ROU E. Ciosu – G. Cojocaru D 0–2 | 4º (gr. D)    | Não avançou            | Não avançou            | Não avançou            | Não avançou            | =25º  |

Legenda
| Recorde mundial      | Recorde mundial (World record)               |                       | Recorde africano                      | Recorde africano (African) |                                           | Q | Classificado por posição (Qualified) |
| Recorde olímpico     | Recorde olímpico (Olympic record)            | Recorde da América    | Recorde da América (Americas)         | q                          | Classificado por melhor tempo (Qualified) |   |                                      |
| Melhor marca do ano  | Melhor marca do ano (World leading)          | Recorde asiático      | Recorde asiático (Asian)              | DNS                        | Não largou (Did not start)                |   |                                      |
| Recorde nacional     | Recorde nacional (National record)           | Recorde europeu       | Recorde europeu (European)            | DNF                        | Não terminou (Did not finish)             |   |                                      |
| Recorde pessoal      | Recorde pessoal do atleta (Personal best)    | Recorde da Oceania    | Recorde da Oceania (Oceania)          | DSQ / DQ                   | Desclassificado (Disqualified)            |   |                                      |
| Recorde da temporada | Recorde da temporada do atleta (Season best) | Recorde sul-americano | Recorde sul-americano (South America) | NM                         | Sem marca (No mark)                       |   |                                      |